# Liste antiker Ortsnamen und geographischer Bezeichnungen/Id
| Lateinischer Name  | Griechischer Name | Beschreibung           | Heute                                        | Quellen und Verweise | Lage |
| ------------------ | ----------------- | ---------------------- | -------------------------------------------- | -------------------- | ---- |
| Ida                | Ἴδη (Idē)         | Gebirge auf Kreta      | Psiloritis-Massiv                            | Smith;               |      |
| Ida                | Ἴδη (Idē)         | Gebirgszug in Phrygien | Ida-Gebirge in der Türkei                    | Smith;               |      |
| Idacus             |                   |                        |                                              | Smith;               |      |
| Idalia             |                   |                        |                                              | Smith;               |      |
| Idimium            |                   |                        |                                              | Smith;               |      |
| Idimus             |                   |                        |                                              | Smith;               |      |
| Idistavisus Campus |                   |                        |                                              | Smith;               |      |
| Idomene            |                   |                        |                                              | Smith;               |      |
| Idomene            |                   |                        |                                              | Smith;               |      |
| Idrae              |                   |                        |                                              | Smith;               |      |
| Idrias             |                   |                        |                                              | Smith;               |      |
| Idubeda            |                   |                        |                                              | Smith;               |      |
| Idumaea            |                   |                        |                                              | Smith;               |      |
| Idunum             |                   | Stadt in Norikum       |                                              | Smith;               |      |
| Idunum             |                   | Stadt in Gallien       | möglicherweise Dun-le-Palestel in Frankreich |                      |      |